# STS-26
STS-26 — космічний політ БТКК «Діскавері» за програмою «Спейс Шаттл». Це був перший політ шаттла після загибелі «Челленджера» і сьомий космічний політ шатла «Діскавері». Основною метою був запуск американського комунікаційного супутника «TDRS-3».

## Екіпаж

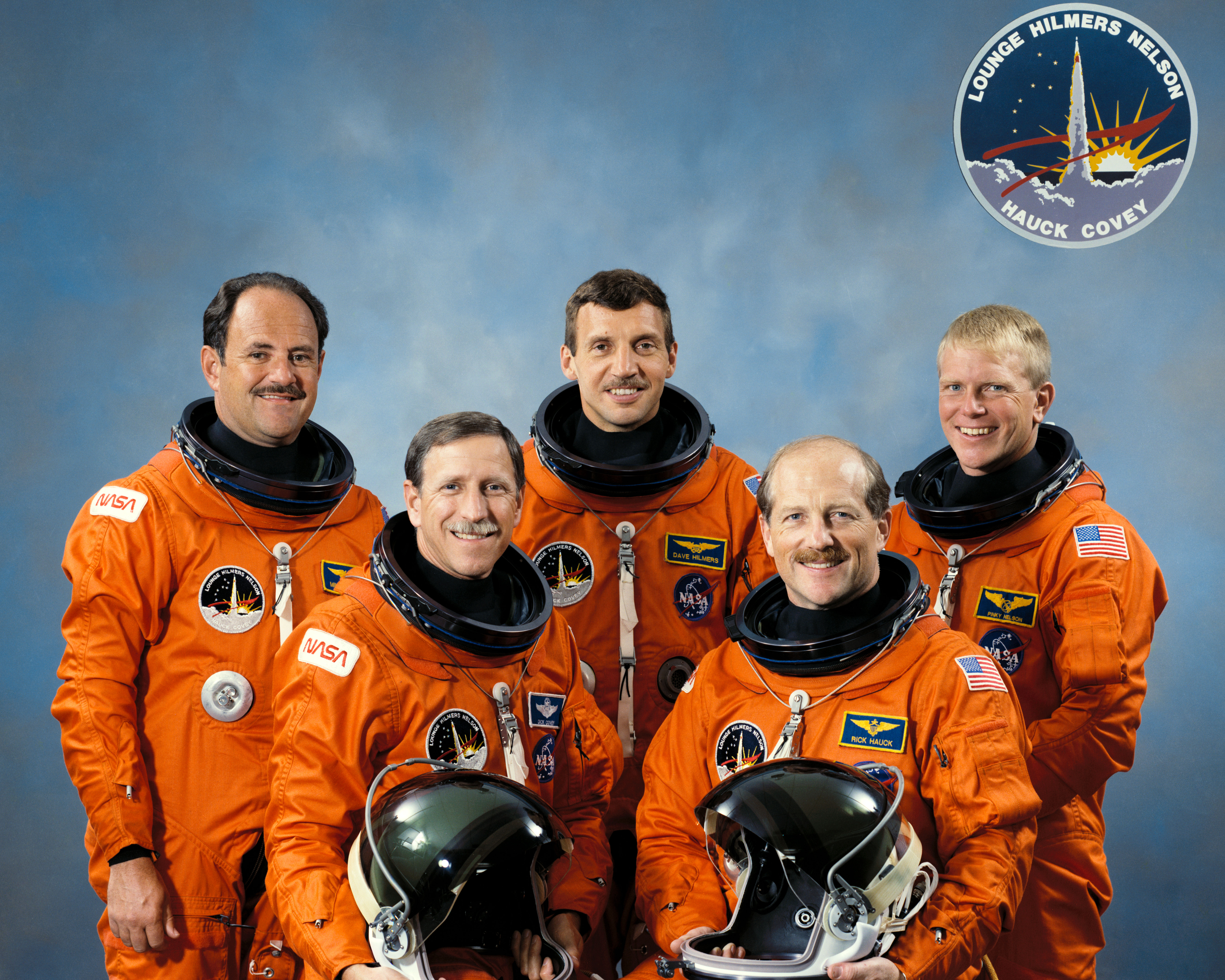
Екіпаж STS-26. Задній ряд, зліва направо: Лаундж, Гілмерс, Нельсон. Передній ряд, зліва направо: Кові та Гоук.

- (НАСА): Фредерік Гоук (3) — командир;
- (НАСА): Річард Кові (англ. Richard Covey) (2) — пілот;
- (НАСА): Джон Лаундж (2) — фахівець за програмою польоту;
- (НАСА): Джордж Нельсон (3) — фахівець за програмою польоту;
- (НАСА): Девід Гілмерс (2) — фахівець за програмою польоту.

## Гелерея

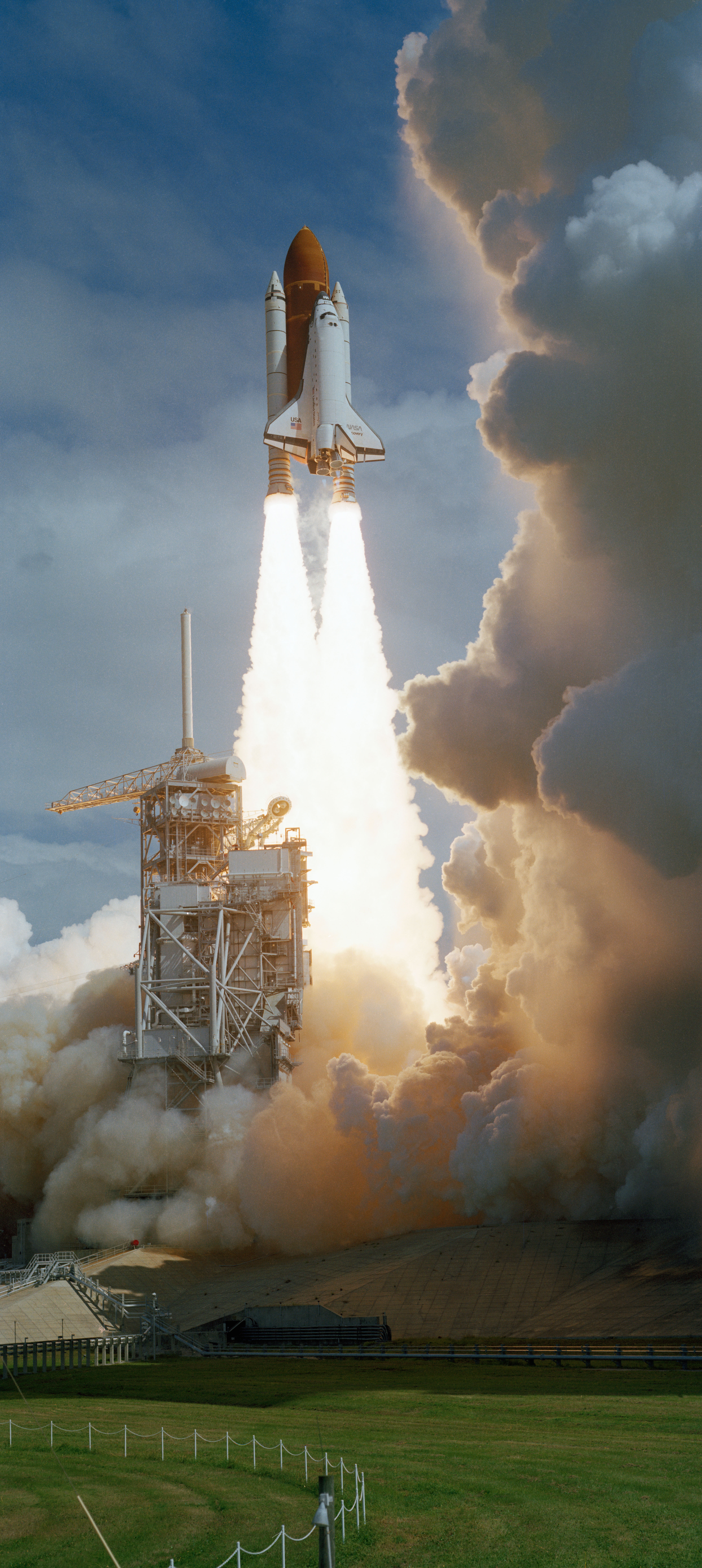
Запуск «Діскевері».
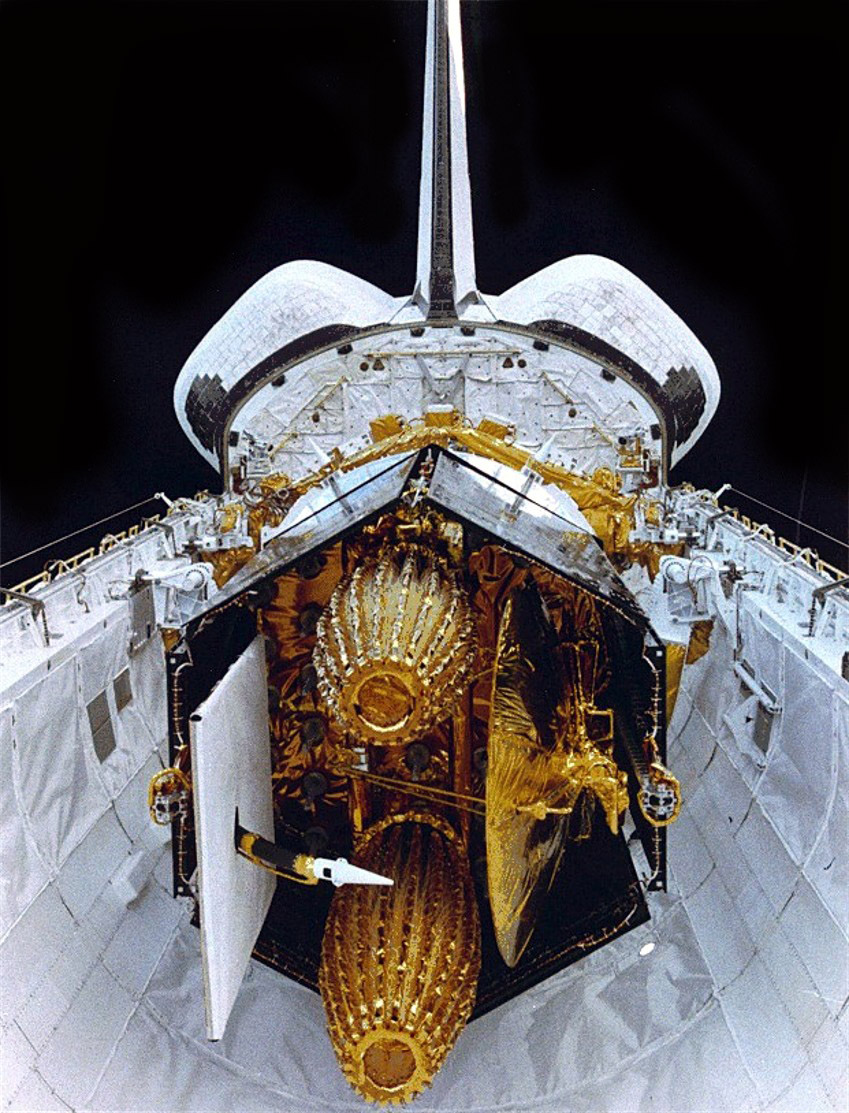
«TDRS-3» в вантажному відсіку
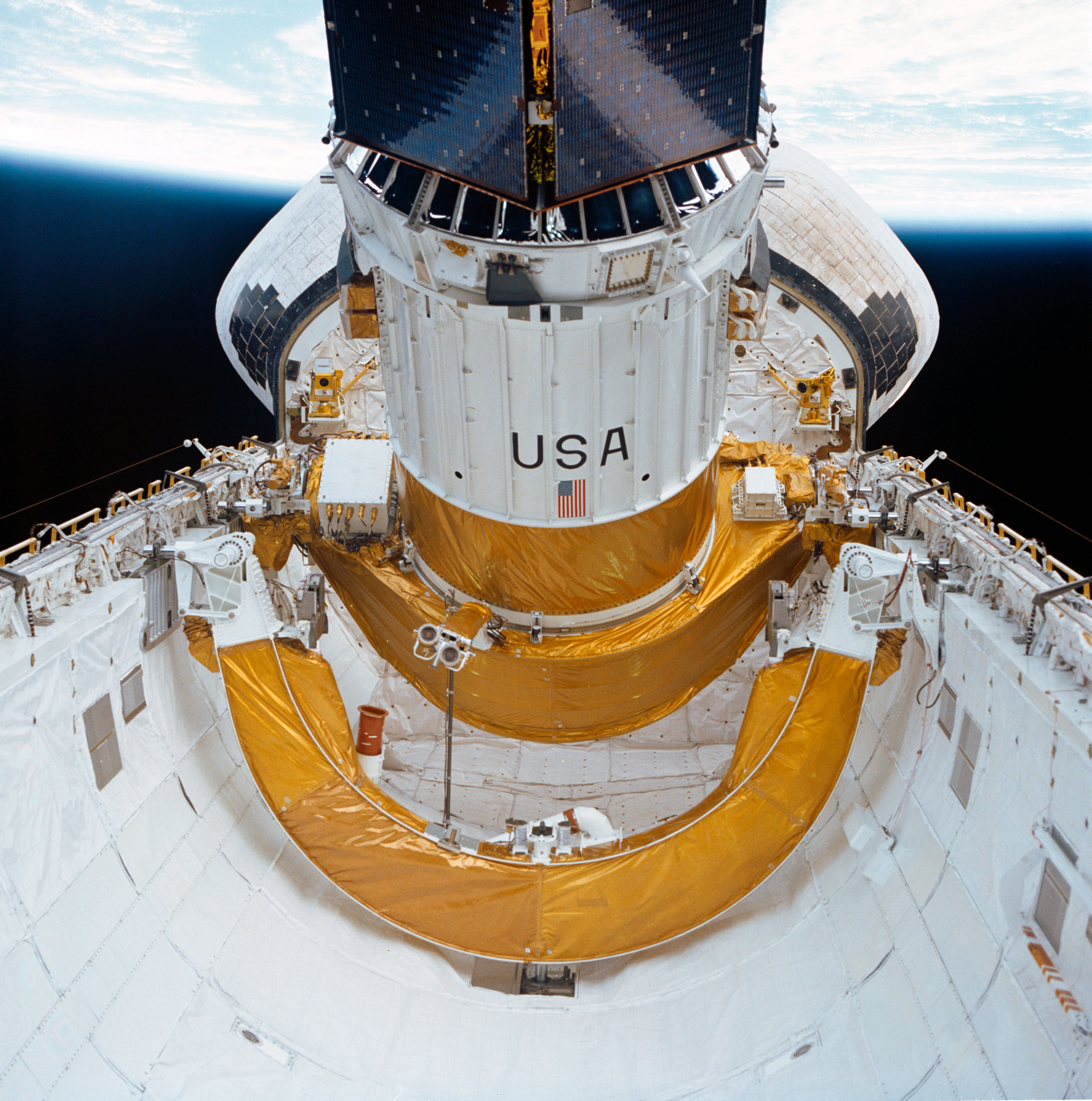
«TDRS-3»
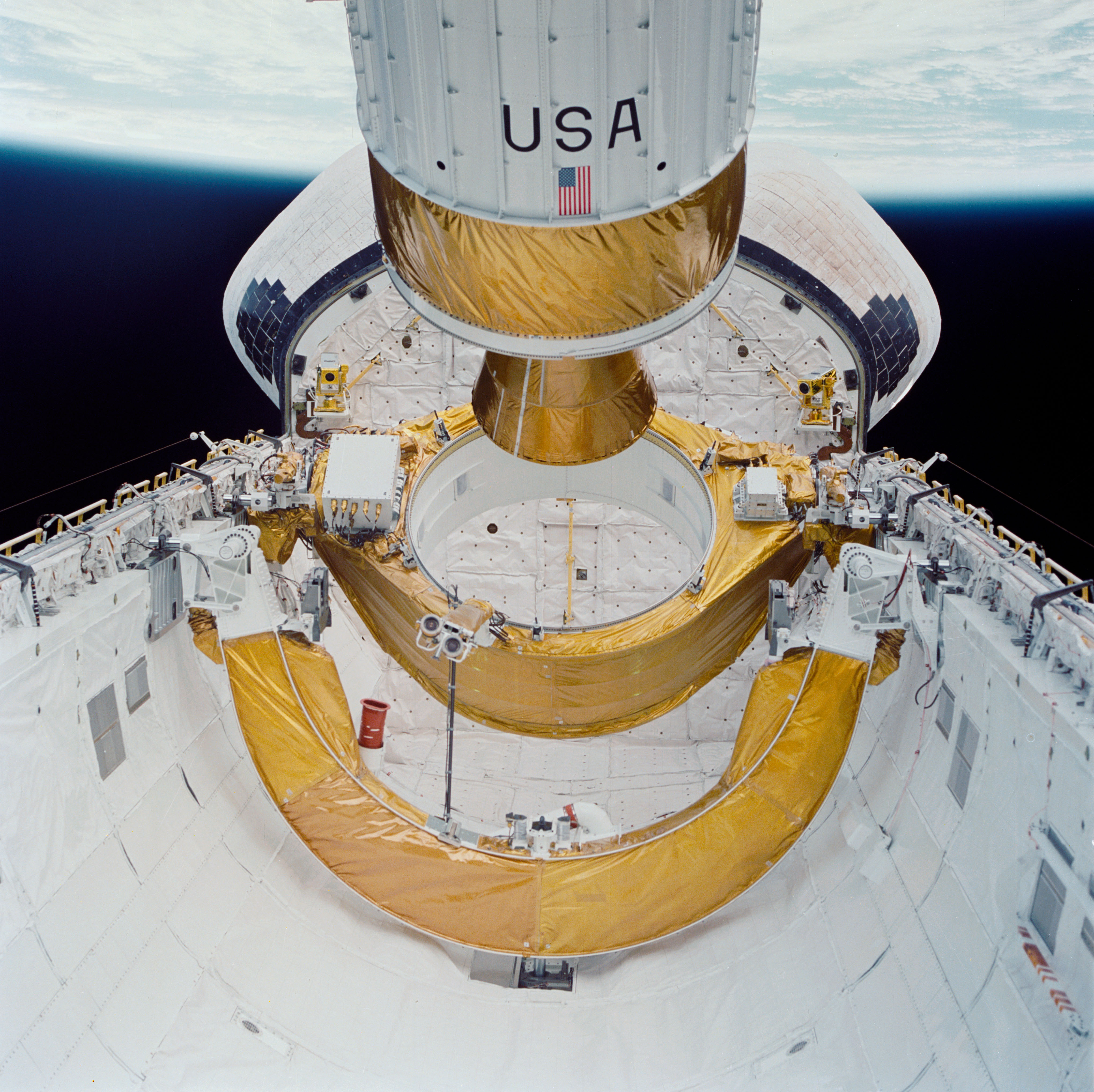
«TDRS-3»
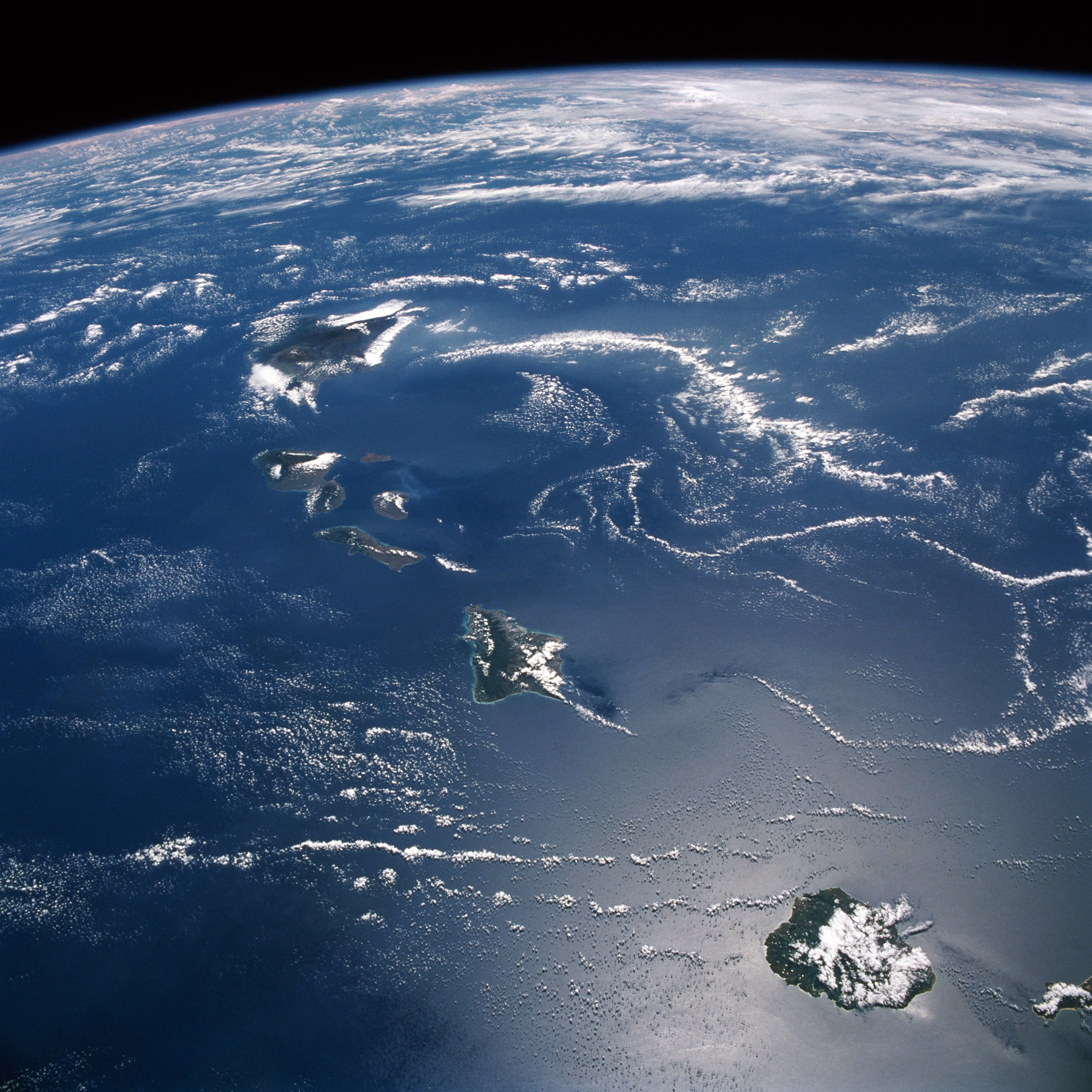
Гаваї. Краєвид з орбіти.
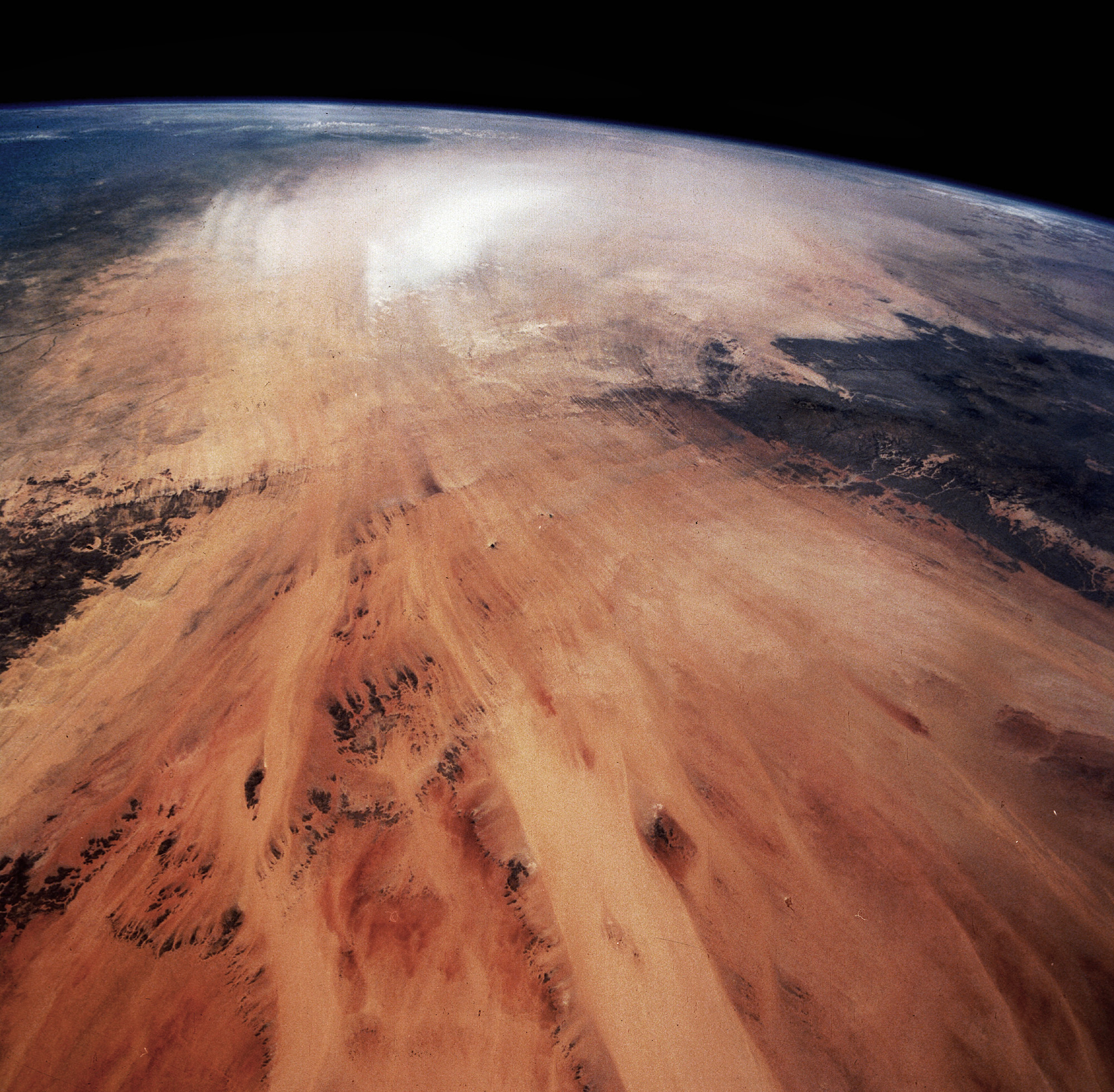
Чад
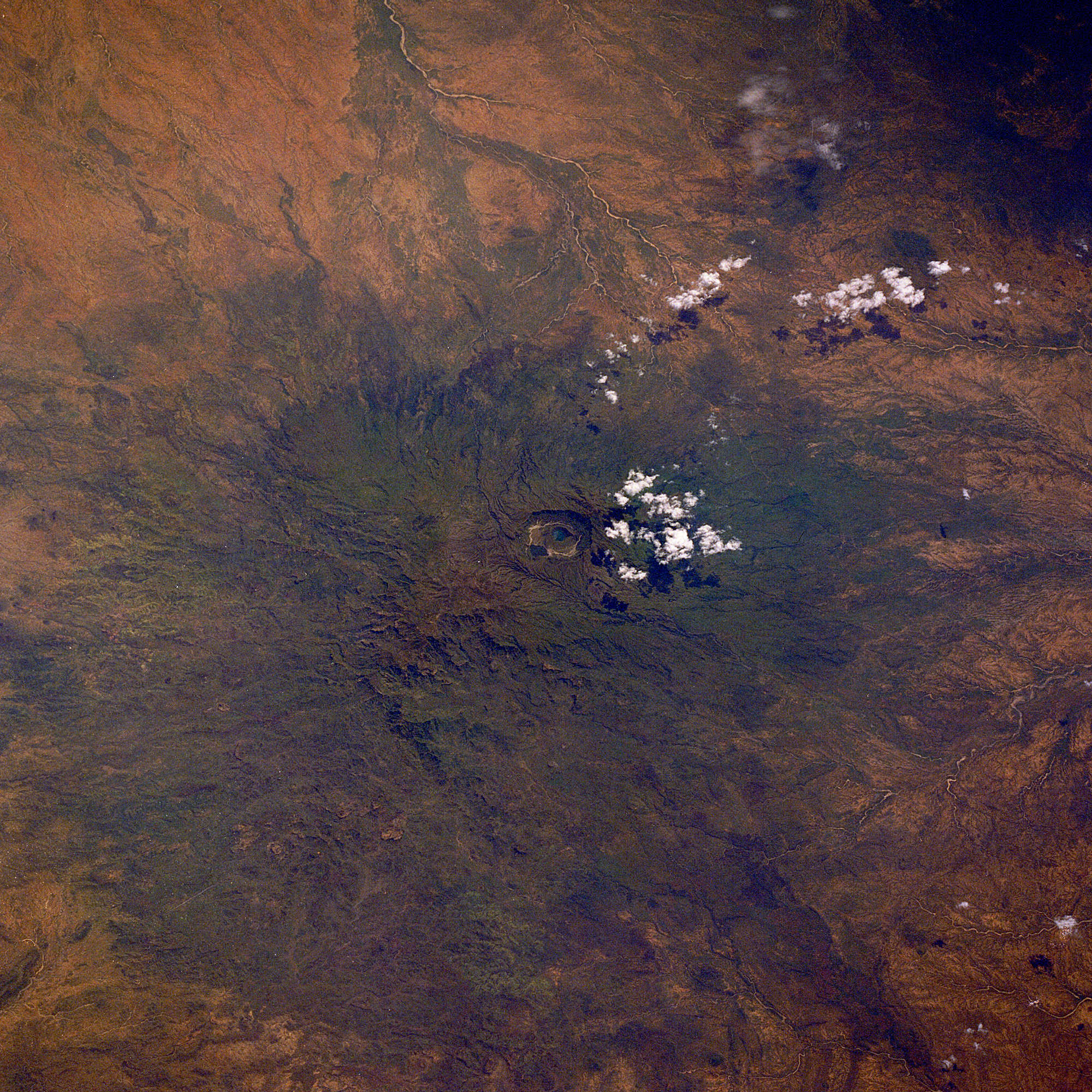
Марра, Судан.
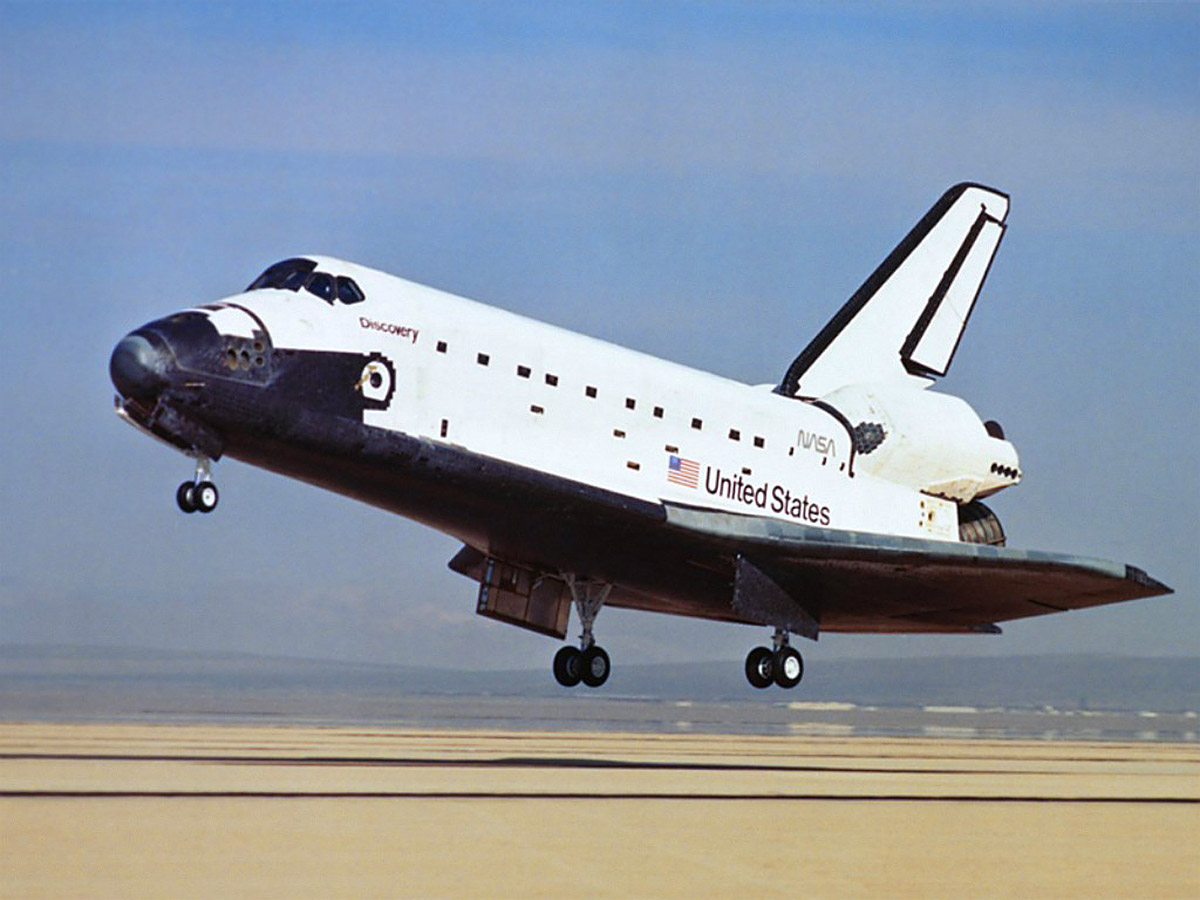
Шатл приземляється.